# ادمون كونييه
ادمون كونييه (بالفرنسية: Edmond Coignet)‏ هو مهندس مدني ومهندس فرنسي، ولد في 4 يوليو 1856 في Ville-d'Avray ‏ في فرنسا، وتوفي في 29 مارس 1915 في باريس في فرنسا.